# ليندسي ديفيس (متزلجة فنية)
ليندسي ديفيس (بالإنجليزية: Lindsay Davis)‏ هي متزلجة فنية أمريكية، ولدت في 22 أبريل 1992 في آبلاند في الولايات المتحدة.

## وصلات خارجية
- ليندسي ديفيس على موقع الاتحاد الدولي للتزلج (الإنجليزية)
- ليندسي ديفيس على موقع الاتحاد الدولي للتزلج (الإنجليزية)
- ليندسي ديفيس على موقع الاتحاد الدولي للتزلج (الإنجليزية)
- ليندسي ديفيس على موقع الاتحاد الدولي للتزلج (الإنجليزية)
- ليندسي ديفيس على موقع الاتحاد الدولي للتزلج (الإنجليزية)